# Cacibupteryx
Cacibupteryx (лат.) — род птерозавров из оксфордского века верхней юры формации Jagua, Пинар-дель-Рио, Куба. 
Род в 2004 году назвали и описали палеонтологи Зулма Гаспарини, Марта Фернандес и Марсело де ла Фуэнте. Единственным видом является Cacibupteryx caribensis. Название рода происходит от слова сacibu из языка таино, что означает «повелитель неба», и  греч. pteryx, «крыло». Видовое наименование — отсылка к Карибскому морю, Caribe на испанском. 
Род основан на голотипе IGO-V 208, частичном, но хорошо сохранившемся черепе — отсутствуют кончик клюва, зубы и нижняя челюсть — и фрагментах левого крыла: дальнем конце локтевой кости, фрагментах лучевой кости, а также первой и четвёртой фаланге пальца крыла. Череп достигает 17 сантиметров в длину, сохранились три его стороны и широкая крышка черепа. Учёные не смогли оценить размах крыльев и длину тела птерозавра, однако указали, что он был достаточно крупным.
Авторы открытия причислили Cacibupteryx к семейству Rhamphorhynchidae. Хотя присутствует частичное перекрытие ископаемого материала с жившим в то же время и в том же месте Nesodactylus, оба этих рода явно отличаются строением локтевого сустава и квадратной костей. Cacibupteryx является одним из наиболее полных оксфордских птерозавров, а также демонстрирует их дополнительное разнообразие. Филогенетические анализы обнаружили, что он является представителем подсемейства Rhamphorhynchinae, тесно связанной с рамфоринхом и Nesodactylus.